# Anna Teixidor i Colomer
Anna Teixidor i Colomer   (Figueres, 15 de juliol de 1978) és una periodista, historiadora i professora d'universitat catalana.

## Biografia
Nascuda a Figueres l'any 1978, és llicenciada en Humanitats (2000) i Periodisme (2002) per la Universitat Pompeu Fabra i doctora en Comunicació Social (2004-2006), també per la UPF. Va començar la seva carrera professional fent periodisme local a TV Figueres, on s'encarregava de la presentació i redacció de notícies a l'informatiu (2001). Més tard, col·labora amb diversos mitjans informatius (Antena 3, Cadena Ser i Televisió de Catalunya) i publicacions (El Triangle, Revista de Girona, Diari de Girona, Hora Nova i el Setmanari de l'Alt Empordà). 
Quan estudiava a la universitat vaig fer una assignatura de la història del periodisme català amb en Jaume Guillamet, de la qual vàrem haver de fer un treball de final de curs. Va ser llavors quan vaig fer una monografia de Sol Ixent, de Cadaqués. I em vaig adonar que m'havia agradat molt poder llegir i mirar una publicació antiga.
Ha publicat diversos articles als Annals de l'Institut d'Estudis Empordanesos. Ha rebut el premi Joan Givanel i Mas de comunicació social per la seva tesi doctoral sobre la biografia del polític i escriptor Josep Puig Pujades. Ha guanyat la Beca Ciutat de Figueres (2004) juntament amb Jaume Guillamet, Manuel Moreno i Albert Testart i Guri, per Història de la premsa a Figueres: 1809-1980.
Guanyà el Premi Carles Rahola al millor treball informatiu en televisió per Ivie Okundaye, una dona de carretera (2012), juntament amb Marc Faro. El juny de 2015, juntament amb Marc Faro i Lluís Montserrat, obtingué el IV Premi Josep Maria Planes al periodisme d'investigació, atorgat per la Demarcació Catalunya Central del Col·legi de Periodistes i la Fundació Independència i Progrés, pel documental A la recerca del paradís.
És funcionària docent de geografia i història del Departament d'Educació de la Generalitat de Catalunya, des de l'any 2007, en excedència per dedicar-se al periodisme d'investigació. Actualment combina la seva tasca d'investigació i el seu treball als Serveis Informatius de Televisió de Catalunya. És autora de diversos llibres de temàtica històrica i s'ha especialitzat en temes com ara la immigració, els refugiats o el terrorisme islamista. El seu llibre Sense por de morir: Els silencis del 17-A, publicat el 2020', sobre els atemptats gihadistes a Catalunya el 2017, va servir de base per a la minisèrie de Netflix 800 metros, que el 26 d'octubre de 2022 va ser guardonada amb el Premi Ondas com a millor documental o sèrie documental.
El 25 d'octubre de 2022 va rebre la Medalla d'Honor al Mèrit de la Guàrdia Urbana per la seva tasca periodística.

## Obra
- Amb la República al cap i Catalunya al cor: Empordà Federal 1911-1938. Figueres: Ajuntament de Figueres, 2011
- Josep Puig Pujades: líder del republicanisme empordanès. Barcelona: Fundació Josep Irla, 2013
- Història de la premsa de la comarca de la Selva: 1868-1975. Santa Coloma de Farners: Centre d'Estudis Selvatans, DL 2014
- Combatents en nom d'Al·là: de Catalunya al gihad. Barcelona: Ara Llibres, 2016
- Un segle d'història de la premsa de Palamós: 1879-1975: catàleg de periòdics, editors, redactors i impressors. Palamós: Ajuntament de Palamós, 2017
- Josep Puig Pujades: 1883-1949: cervell i paraula del catalanisme republicà. Figueres: Ajuntament de Figueres; Girona: Diputació de Girona, 2017
- Sense por de morir: Els silencis del 17-A. Barcelona: Grup 62, 2020